# Пси Фактор: Хроники паранормальных явлений
«Пси Фактор: Хроники паранормальных явлений» (англ. Psi Factor: Chronicles of the Paranormal) — канадский научно-фантастический телесериал, который снимался в районе Торонто с 1996 по 2000 год. Производством занималась компания «Atlantis Films». Всего было отснято 88 серий. Сериал представлен, как реконструкция «на основе реальных событий, зафиксированных в архивах „Управления по научным исследованиям и разработкам“» (англ. Office of Scientific Investigation and Research — O.S.I.R.). Каждая история представляется и закрывается Дэном Эйкройдом (его младший брат Питер Эйкройд был одним из авторов сериала).

## Сюжетная линия

### Сезон 1
Первый сезон представляет членов команды «O.S.I.R.», включая кураторов Коннора Дойла и Кёртиса Роллинса, старшего аналитика Линдси Доннер, физика Питера Эксона, доктора Антона Хендрикса и других исследователей, которые появлялись только в одних сериях. Первый сезон сильно отличался от последующих трёх, так как имел псевдо-документальную стилистику в виде вырезок из интервью с очевидцами событий, а формат сезона представлял собой по две истории в одной 40-минутной серии. Только 16-я и последняя 22-я серии включали лишь одну историю, а не две. В финальной серии куратор Коннор Дойл погибает во время взрыва после успешной попытки спасти команду и убить смертельный вирус.

### Сезон 2
Начиная со второго сезона формат сериала сменился: теперь одна 40-минутная серия представляла собой целиком одну историю. Благодаря такой смене хронометража, сюжеты истории в разной степени способствовали более глубокому раскрытию образов главных персонажей (в первом сезоне детали их биографий редко упоминались). Актёры Пол Миллер и Морис Дин Винт были удалены из вступительных титров, так как персонаж первого погиб, а персонаж второго ушёл из команды и вернулся только в финале сезона. Место куратора Коннора Дойла занял новый куратор Мэтт Прэгер. Начальник Фрэнк Эльсингер, который в первом сезоне только изредка появлялся в сюжете, здесь получил больше экранного времени. Псевдо-документалистика из сериала, начиная с этого сезона, была убрана окончательно и сюжеты серий больше затрагивали тему чёрной магии и язычества, чем научной аномалии. В финале команда сталкивается с мистической аркой, в которой исчезают все, кто через неё проходят. Так, Антон Хендрикс исчезает, увидев по ту сторону арки своих жену и дочь, которые когда-то таинственно исчезли. Между тем в команде начинается раскол, так как Линдси Доннер создаёт утечку информации, чтобы выставить сомнительную этическую деятельность Эльсингера. После этого она увольняется, Прэгер предлагает свою отставку, из-за чего Эльсингер предлагает пост куратора Питеру Эксону.

### Сезон 3
В третьем сезоне актёры Найджел Беннетт и Питер Макнилл, чьи персонажи вновь имели больше экранного времени, теперь стали упоминаться во вступительных титрах. История с мистической аркой была завершена в первых двух сериях, где Антон Хендрикс благополучно возвращается из небытия (сумев вернуть и свою жену, но не сумев спасти дочь), а Линдси Доннер и Мэтт Прэгер также возвращаются в команду. Финал третьего сезона представляет собой двухсерийную сюжетную арку про некую таинственную и мистическую фигуру, которая управляет «O.S.I.R.» и ещё несколькими организациями. Третий сезон завершает несколько сюжетных линий, начатых во втором сезоне, и он же стал последним, когда в сериале появились второплановые персонажи из предыдущих двух сезонов.

### Сезон 4
Найджел Беннетт и Питер Макнилл на этот раз были удалены из вступительных титров, вместо них были добавлены Су Гэрей и Джоанн Ванникола. В пятой серии из сериала ушёл Мэтт Фрюер и его имя аналогично было убрано из титров.

## Актёрский состав
- Дэн Эйкройд — Ведущий
- Пол Миллер — Куратор Профессор Коннор Дойл (Сезон 1, краткое появление в сезоне 4)
- Морис Дин Винт — Куратор Доктор Кёртис Роллинс (Сезоны 1, краткое появление в сезонах 2-3)
- Нэнси Энн Сакович — Старший аналитик данных Линдси Доннер
- Джоанн Ванникола — Доктор Миа Стоун (Сезон 4)
- Мэтт Фрюер — Куратор Мэтт Прэгер (Сезоны 2-4)
- Беркли Хоуп — Физик Питер Эксон
- Колин Фокс — Доктор Антон Хендрикс
- Найджел Беннетт — Начальник Фрэнк Эльсингер (Сезон 3, краткое появление в сезонах 1-2)
- Су Гэрей — Доктор Клейр Девисон (Сезон 4, краткое появление в сезонах 1-3)
- Питер Макнилл — Координатор безопасности Рэй Донахью (Сезон 3, краткое появление в сезонах 1-2)
- Питер Блейс — Криптозоолог Леннокс Кью Купер (Сезоны 1-3)
- Лиза ЛаКруа — Доктор Наташа Константин (Сезон 1)
- Майкл Мориарти — Майкл Келли (Сезоны 2-3)
- Энтони Лемке — Марк Хоган (Сезон 3)

## Эпизоды сериала

### 1 сезон
1. Dream House / UFO Encounter (Дом мечты / Столкновение с НЛО)
2. Possession / Man Out of Time (Одержимость / Человек вне времени)
3. Reptilian Revenge / Ghostly Voices (Месть рептилий / Призрачные голоса)
4. Creeping Darkness / The Power (Наступающая тьма / Сила)
5. Free Fall / The Presence (Свободное падение / Присутствие)
6. The Infestation / Human Apportation (Заражение паразитами / Телепортируемый человек)
7. The Underneath / Phantom Limb (Внизу / Фантомная конечность)
8. The Transient / Two Lost Old Men (Временный жилец / Два потерянных старика)
9. UFO Duplication / Clara’s Friend (Клонирование НЛО / Подруга Клары)
10. The Hunter / The Healer (Охотник / Целитель)
11. The Curse / Angel on a Plane (Проклятье / Ангел в самолёте)
12. Anasazi Cave / Devil’s Triangle (Пещера Анасази / Дьявольский треугольник)
13. The Undead / Stalker Moon (Зомби / Лунатик)
14. Forbidden North / Reincarnation (Запретный Север / Перевоплощение)
15. The Greenhouse Effect / The Buzz (Парниковый эффект / Гудение)
16. The Light (Свет)
17. The 13th Floor / The Believer (Тринадцатый этаж / Верующий)
18. The Fog / House on Garden Street (Туман / Дом на Садовой улице)
19. Second Sight / Chocolate Soldier (Вторичный взгляд / Шоколадный солдат)
20. The Fire Within / Fate (Огонь внутри / Судьба)
21. Death at Sunset / Collision (Смерть на закате / Столкновение)
22. Perestroika (Перестройка)

### 2 сезон
1. Threads (Нити)
2. Donor (Донор)
3. Wish I May (Желаю уметь)
4. Communion (Общность)
5. Frozen in Time (Замороженные во времени)
6. Devolution (Инволюция)
7. The Warrior (Воин)
8. The Grey Men (Серые люди)
9. Man of War (Человек войны)
10. The Damned (Проклятый)
11. Hell Week (Адская неделя)
12. The Edge (Грань)
13. Bad Dreams (Плохие сны)
14. Kiss of the Tiger (Поцелуй тигра)
15. The Haunting (Преследование)
16. The Night of the Setting Sun (Ночь Восходящего солнца)
17. The Labyrinth (Лабиринт)
18. Pentimento (Скрытые детали)
19. Frozen Faith (Замороженная вера)
20. Map to the Stars (Карта звёзд)
21. The Endangered (Подвергающийся опасности)
22. The Egress (Выход)

### 3 сезон
1. Jaunt (Весёлая поездка)
2. Comings and Goings (Прибывшие и ушедшие)
3. Heartland (Глубокий тыл)
4. The Kiss (Поцелуй)
5. Absolution (Прощение)
6. All Hallows Eve (Канун дня Всех Святых)
7. Palimpsest (Палимпсест (написанный на месте прежнего текста))
8. Return (Возвращение)
9. Harlequin (Арлекин)
10. Little People (Маленькие человечки)
11. The Winding Cloth (Развевающаяся одежда)
12. Chango (Чанго)
13. Solitary Confinement (Одиночная камера)
14. Valentine (Валентинка)
15. Old Wounds (Старые раны)
16. The Observer Effect (Эффект наблюдателя)
17. School of Thought (Школа мысли)
18. Y2K (2000 год)
19. The Tribunal (Трибунал)
20. John Doe (Джон Доу/Неопознанный)
21. Forever and a Day-1 (Вечность и один день-1)
22. Forever and a Day-2 (Вечность и один день-2)

### 4 сезон
1. Shocking (Шокирующая)
2. Sacrifices (Жертвы)
3. Happy Birthday, Matt Praeger (С днём рождения, Мэтт Прэгер)
4. Soul Survivor (Выжившая душа)
5. 883
6. Once Upon a Time in the West (Однажды на Диком Западе)
7. Body and Soul (Тело и душа)
8. Temple of Light (Храм света)
9. Inertia (Инерция)
10. Nocturnal Cabal (Ночная интрига)
11. 'Til Death Do Us Part (Пока смерть не разлучит нас)
12. Tyler/Tim (Тайлер/Тим)
13. Super Sargasso Sea (Превосходное Саргассово море)
14. Persistence of Vision (Устойчивое видение)
15. GeoCore (Центр Земли)
16. Gone Fishing (Ушедший рыбачить)
17. Chiaroscuro (Контраст)
18. Regeneration (Регенерация/Восстановление)
19. Wendigo (Вендиго)
20. Elevator (Лифт)
21. Force Majeure (Форс-Мажор)
22. Stone Dream (Каменный сон)

## Показ вРоссии
В России телесериал начал впервые транслироваться с 1998 года телеканалом РТР (28 апреля 1998 года — 21 апреля 1999 года), были полностью показаны первые 2 сезона. Причём у первого сезона и первой половины второго сезона (до серии «Hell Week» включительно) был полный дубляж (телекомпания «ТВ-Новости» по заказу ВГТРК, роли дублировали Андрей Казанцев, Людмила Шувалова, Всеволод Кузнецов, Дальвин Щербаков, Борис Быстров и другие), а у второй половины второго сезона была двухголосая озвучка (мужские роли озвучивал Вячеслав Баранов, а женские Елена Борзунова, как и позднее на ТВ-6). Позже, в 1999 году, телеканалом ТВ-6 (23 сентября 1999 года — 26 апреля 2000 года) были показаны первые три сезона в новой двухголосной закадровой озвучке. В 2001 году ТВ-6 (12 февраля — 6 июля 2001 года) показал отдельные серии первого и второго сезонов, а также третий и четвёртый сезоны полностью. После этого сериал неоднократно повторялся на бывших каналах М1 и Столица с переводом от ТВ-6. В 2009 году сериал транслировался каналом ТВ-3 (20 апреля — 27 августа 2009 года), где был озвучен по новой в двухголосном закадровом переводе. Последний раз сериал транслировался каналом «Кубань 24» (бывшие названия «9 канал» и «НТК») в 2012 году.